# .hack//New World
『.hack//New World』（ドットハック ニューワールド）は、バンダイナムコエンターテインメントより配信されていたスマートフォン用ゲームアプリ。基本プレイ無料（アイテム課金制）。
2016年1月7日に『ニューワールド』のタイトルでサービスが開始、同年6月30日にメジャーアップデートを実施し『.hack//New World』へ改題された。

## 概要
バンダイナムコエンターテインメントとサイバーコネクトツーによるメディアミックスプロジェクト『.hack』シリーズのひとつで、『.hack』のゲームシリーズとしては第7作。スマートデバイス向けタイトルとしては『ギルティドラゴン 罪竜と八つの呪い』に続いて2作目となり、ストーリーも『ギルティドラゴン』の直接の続編となっている。キャラクターデザインには、シリーズの初代キャラクターデザイナーである貞本義行が再び起用されている。タイトルには「VOL.1　銀泪の乙女」と副題があり、新規プロジェクト『“Project N.U.”』のファーストプロダクトとされている。
2016年12月20日をもってサービスを終了した。

## 推奨機種
公式で推奨している機種は以下の通り。

### iOS
iOS 7.1 以降。iPhone、iPad、および iPod touch に対応。

### AndoroidOS
【動作環境】Android 4.2 以上、RAM 2GB以上
【動作OS】
- Android 6.0～6.0.1
- Android 5.1～5.1.1
- Android 5.0～5.0.2
- Android 4.4～4.4.4
- Android 4.3
- Android 4.2～4.2.2

## システム

### パーティ編成

#### 主人公ステータス

##### G.O.D
攻撃型、弱体型、回復型の三種類がある。戦闘時、G.O.Dゲージが100％に達すると発動可能である。
クエスト前に3種類の中から1つを選択でき、クエストをクリアするとG.O.D熟練度が+1される。熟練度が上がることでレベルが上がる。最大レベルはいずれの型でも4である。
クエストでG.O.Dを使用すると「ルーン」をドロップする。ルーンは赤、青、緑の3種類がある。最大ドロップ数はストーリーが6個（3種類とも同等の数）、素材クエストが6個、降臨クエストが12個。
ルーンを「G.O.Dブランチ」に捧げると主人公ソウルステータス及びG.O.D熟練度を上昇させることができる。
【攻撃型G.O.D】
他のG.O.Dと同じレベルの場合、他の2つより敵に対する与ダメージが大きい。与ダメージはG.O.Dレベルと主人公ソウルの攻撃力に依存する。
【弱体型G.O.D】
発動後、敵に対して攻撃力ダウン、防御力ダウンのバッドステータスを付与する。敵の攻撃力アップ、防御力アップにより解除される。
【回復型G.O.D】
発動後、自身のHPを回復する（敵に対する与ダメージもあり）。回復量はG.O.Dレベルと主人公ソウルの攻撃力に依存する。

#### ソウル

##### 限界突破
全く同じソウル同士を2枚合成することによって、ソウルの最大レベルを上げるシステム。ベース選択のソウルはレベルマックスにする必要がある。素材の　ソウルはレベル1でも合成可能であるが、レアリティはベースのソウルと同じでなければならない。限界突破1回ごとに最大レベルは5上昇する。限界突破の　最大数はR、R+が3回、SRが4回である。

### クエスト
クエスト選択画面で「ひとりでクエスト」もしくは「みんなでクエスト」を選択し、パーティー（「ひとりでクエスト」の場合はアシストも）を選択しスタミナを消費することでクエスト開始となる。クエストはメインパーティーにセットしたソウルとエネミーとの3Dバトル形式で行われ、エネミーを全て倒すとクエストクリアとなる。反対に自分のヒットポイントが0になればゲームオーバーとなる。
クエスト終了時にはドロップしたソウルや装備、ゴールドやクエストクリア報酬を受け取ることができる。バトルは基本的にオートで進行し、手動で各ソウルに設定されたスキルや「G.O.D」を使うことができる（スキルに関しては設定すればオートで発動する事も可能）。また、攻撃スキルを連続してつなげていくことで「連撃」が発生し、スキルの終わりに「連撃フィニッシュ」という追加ダメージを与えることができる。

#### ひとりでクエスト
ストーリークエスト
ゲームの主軸となる物語を進めることができるクエスト。クリアするごとに次のクエストが開放される。ストーリーは「編」＞「章」＞「話」＞「パート」で区切られる。各「章」の難易度の高いハードモードも用意されている。

イベントクエスト
期間限定のクエストであり、日ごと、曜日ごとに開催される「デイリークエスト」や、アイテムを使って一定時間開放される「キークエスト」、一定の期間開放され特別なボスが出現する「降臨クエスト」などがある。ソウルや装備の入手、それらの強化、ゴールドの獲得などに適したクエストが多い。

キャラクエスト
特定のキャラクターを仲間にしたり、各キャラクターのハーティのレベルを上げると開放される。各キャラクター固有のエピソードなどを見ることができる。

サブクエスト
特定のストーリーをクリアすると開放される。ストーリーの裏舞台的な話が多い。

#### みんなでクエスト
他プレイヤーと協力して挑戦できるクエスト。「ロビー」で参加者を募集したり、他プレイヤーの作成した「ロビー」に参加することができる。相手のHPはクエストに参加している他プレイヤーと共通である。戦闘における貢献度によって各プレイヤーに与えられる報酬の量が変化する。
複数で挑むため「ひとりでクエスト」の敵よりも強力な敵が多いが、他プレイヤーの援護を受けたり「G.O.D」が強化されたりとメリットも多い。常時出現している「強襲ドラガルム」の他に、期間限定で開放されるクエストがある。

### アリーナ
アリーナは他プレイヤーと順位を競い合い、その順位に則った報酬が与えられるイベント。順位は獲得した「AP（アリーナポイント）」の数に応じて決まる。アリーナには開催期間が設けられていて、基本的に一月につき「1stステージ」「2ndステージ」「EXステージ」の3つのステージに分かれている。報酬が与えられるのはステージ終了時で、新たなステージが始まると「AP」はリセットされる。「AP」は他プレイヤーに攻撃をしかけバトルを行い、勝敗、連勝数、階級に応じてバトル終了後に自分の「AP」に加算される。
バトル形式は基本的にクエストと同じだが、「G.O.D」が発動できない、制限時間がある、といったいくつかの制約がある。また、「EXステージ」では「EXキャラ」というエネミーが出現し、倒していくごとに難易度や獲得できる「AP」が上がっていく。

## あらすじ
2035年、新たに生まれ変わったThe Worldで遊ぶ主人公一行。そこでは「泣き姫」と呼ばれる賞金首が話題となっており、みな血眼になり追っていた。主人公たちも冒険者のDDと共に泣き姫に遭遇するが、そのイリーガルな力に追い詰められてしまう。その時、一角獣が現れ得た謎の呪紋(G.O.D)によって泣き姫を退けることに成功する。その戦いの跡にはDDに生えた謎の角と、謎の少女・アルジェが残されていた。アルジェを加えた一行は新たな冒険に出るが、泣き姫と同様に討伐することのできないイリーガルなモンスターに遭遇する。アルジェの持つ謎の力によりイリーガルなモンスターを討伐することに成功するが、その力が知られれば泣き姫を追う懸賞稼ぎに狙われてしまうことを危惧し、その力を隠し守ることを決意する。

## キャラクター
作品に登場する主な人物。
ただし、ソウル(キャラクエ)のみで、本編ストーリー、イベントに登場しない人物は書かないこととする。
キャラクター名下の【】内は装備(武器)/属性/職業名。記載のないものはソウルとして未登場または公開情報がないもの。

### メインキャラ
主人公
男性CV：佐藤拓也、女性CV：斎藤千和
本作の主人公でプレイヤー自身。
初めて泣き姫と戦闘した際に一角獣と出会い、謎の呪紋ゲイズ・オブ・ドミネーター(G.O.D)が使えるようになる。
性格は比較的真面目でパーティでは意思決定をすることが多いが、(選択肢により)たまに調子に乗る場合がある。

ジュリ
【重装(五芒門ノ大鍵)/火/撃剣豪】CV:戸松遥
金髪ツインテールの女性PC。
気が強く負けず嫌いなお嬢様でパーティでは先陣をきって突撃する。
リアルでもお嬢様らしく、やや一般常識がずれている。

シャノン
【軽装(クロスリリィ)/木/双剣豪】CV:茅野愛衣
栗色の長髪をした女性PC。
優しい性格の女性でパーティの癒し系。マルタやアルジェを実の妹のように思っており、やや過保護なところもある。
リアルでも妹がいたが数年前に亡くしている。

マルタ
【魔装(虚軸の杖)/水/呪紋導士】CV:茅原実里
眼鏡をかけたレースのワンピースを着た女性PC。
常に冷静沈着で状況分析や情報収集が得意だが、やや毒舌で言葉が少ないためトラブルに発展する場合もある。パーティでは彼女がもたらした情報を元に冒険をすることが多く、それだけ彼女が信頼されていることがうかがえる。
リアルではややオタクの様で、過去のThe World事情やマンガにも詳しい。

泣き姫
CV：坂本真綾
噂になっている謎の賞金首。ただし、本人は賞金を懸けられていることについてまったく気にしていない。また、「泣き姫」の名前の通り、顔には涙を流したような紋様がある。
その圧倒的な強さから、挑むプレイヤーは誰も敵わなかった。プロローグで遭遇した主人公一行を圧倒するが、目覚めたG.O.Dによって撃退される。その後、主人公とDDに追い詰められるが、討伐できないイリーガルなモンスターを産み出して戦わせる。
アルジェいわく「とってもわるいこ」

DD
CV：沢城みゆき
泣き姫を追うことに固執する長髪の女性PC。
プロローグで主人公一行と同時に泣き姫に遭遇するがやられてしまう。気がついた時には頭にイリーガルな角が生えていた。
″邪魔をするやつはすべて敵″というほど他人を信じておらず、主人公一行とは常に衝突していた。特にアルジェの存在を「お人形」と呼び忌み嫌っていた。
デスイーターらと手を組み泣き姫を追い詰めるも謎の頭痛に見舞われ気絶してしまうが、それを介抱した主人公たちに心を緩した。以降、彼女を手伝い泣き姫を追うことになった。
リアルでは双子の妹=百合がいたが、ある出来事から誹謗中傷を受け妹は引きこもりになってしまう。その後、妹が行方不明になったため、引きこもっていたときに妹が使用していたDDを使い、彼女の行方を追っている。

アルジェ
CV：久野美咲
プロローグで泣き姫を撃退した後に倒れていた謎の少女。現れた時はボロボロの服を着ていたために、マルタの秘蔵アイテムでシャノンがキレイにコーディネートした。
ゲームシステムから逸脱した存在で、いわゆる職業に属していない。マルタいわく「冒険者見習い」。
討伐することのできないイリーガルなモンスターを「わるいこ」と呼び、それらを吸い込み消滅させることができるが、やりすぎると「けぷ」となってしまう。逆にしばらく吸い込まないと直ぐにお腹が空いてしまう。
上記のため、目立つと泣き姫を追う心無い人たちに狙われるため、どうにか存在を隠すようにしている。
泣き姫に接近すると人が代わったように暴走してしまうことがある。

### サブキャラ
銀の一角獣
プロローグで泣き姫との交戦中に現れた謎の存在。これが現れてから主人公はG.O.Dが使えるようになり、DDには一角獣と同様の角が生えた。

リュリュ
【軽装/木/双剣豪】CV:東山奈央
首にヘビを巻いた和装の女性PC。
お宝を探すことが好きで、第1章でも財宝を求めてヨシノと冒険している時に、アルジェがイリーガルなモンスターを吸い込むところを目撃してしまう。

ヨシノ

リュンク
CV:(旧)五十嵐裕美→(新)甲斐田ゆき

パティ
CV:(旧)五十嵐裕美→(新)赤﨑千夏

メリーザ
CV:(旧)古城門志帆→(新)前田恵

ロジーナ

サンシロー

影狼丸
CV：浅野真澄

レオノーラ
CV:(旧)斎藤千和→(新)浅川悠

クロエ
CV:(旧)斎藤千和→(新)湯浅かえで

メイプリル

アキナ

ネロミィ
CV：小倉唯

チミツ
CV:(旧)古城門志帆→(新)角元明日香

麻狸花
CV:(旧)久野美咲→(新)山下七海

ハルイエ
CV:(旧)古城門志帆→(新)原由実

モモ

アオイ
CV：加隈亜衣

ワカバ
CV：五十嵐裕美

ロクス・ルクス

ディグ・ルクス
CV：悠木碧

ミッチィ
CV:(旧)古城門志帆→(新)大久保瑠美

ミルマース
CV：浜田洋平

ベリチュール
CV：関根明良

メルツィア

ジェイフル
CV：江口拓也

タリオン
CV：内匠靖明

エルザーラ

ラハム

イシュミナ

バリゾー

ゴーディン

ネージュ

シュカ・ルヴァ
CV:(旧)斎藤千和→(新)近藤唯

さくら
CV:(旧)古城門志帆→(新)田中あいみ

リットリア
CV:(旧)古城門志帆→(新)奥野香耶

ゼクセル

ニンリル
CV:(旧)斎藤千和→(新)大井麻利衣

ロザリーザ
CV:(旧)古城門志帆→(新)伊達朱里紗

ランディ
CV:仁後真耶子

エイディ
CV:東城日沙子

ルディ
CV:(旧)本多真梨子→(新)植田ひかる

### システムキャラ
アンナ
「赤いツインテールで元気少女」「青いふたつ結びのクール少女「緑の長髪で清楚系少女」の3人から1人を選択する。
チュートリアルやイベントクエストのヒントなどで登場する。性格は違うが、全員"のじゃロリ"で喋る。

バルバラ
CV：田中敦子
高圧的な甲冑の女戦士。
ソウル強化や進化、限界突破を行う訓練所にいる教官。

モリー
CV：小倉唯
一生懸命、給仕を行う少女。
クエストを受注する酒場の看板娘。

シャララナ
CV：東山奈央
目を覆った占い師風の和服を着た女性。
景品交換所のお姉さん。

ヴィッカ
CV：原涼子
熊本弁を話すおさげ髪のうさ耳少女。
装備強化を行う鍛冶屋で強化をしてくれる。

### ゲストキャラ
カイト
CV：相田さやか

葬炎のカイト（トライエッジ）
CV：相田さやか
SAOコラボイベントに登場し、イリーガルな存在である″キリト″と″アスナ″を追っていた。その後、降臨イベント「不浄滅却！葬炎のカイト」に登場。

赤衣の狩人
CV：？？？

バルムンク
【重装(蒼鋼の大剣)/水/撃剣豪】CV:檜山修之
降臨クエスト「蒼天降臨！バルムンク」に登場。

ハセヲ
CV：櫻井孝宏

揺光
CV：浅野真澄

エンデュランス
CV：斎賀みつき
「宮帝エンデュランス」として第7回アリーナEXステージに登場。

ぴろし3
【重装(重槍・黄金紳士)/火/(不明)】CV：小野坂昌也
「騒宴のぴろし3」としてみんなでクエストに登場。

クラリネッテ
【軽装(陰陽乾坤圏) /木/シックザール】CV：能登麻美子
「舞姫クラリネッテ」として第6回アリーナEXステージに登場。
物静かなバレリーナの様な格好をした女性PC。団長という名の着ぐるみを守るため強くなることに固執していた。

ココレ
CV：伊藤静
降臨クエスト「狐視眈々！呪紋使いココレ」に登場。

エレミア
CV：ひと美
「罪竜の狩人エレミア」として降臨クエストに登場。

翠狼
CV：斎賀みつき
「滅罪の翠狼」としてアリーナ第4回EXステージに登場。

シン(マスター)
【重装(不明)/火/罪竜の虚】CV:山本兼平
「罪ヲ断ツ剣シン」として第8回アリーナEXステージに登場。
今は見られないはずのナビゲーションAI=ナビコを連れた寡黙な男性PC。
身振り手振りで意思を伝え全く喋らないが、竜すらも斬り倒せるという剛剣は自慢らしく、それを誉められわずかに言葉を発した。

ナビコ
CV:豊口めぐみ
シンが連れている饒舌な少女型ナビゲーションAI。
過去のバージョンのThe Worldでは良く見られたAIであったが、現行バージョンでは珍しい存在。
マスターであるシンの意思を伝える役目をする他、アリーナではシンを補助しスキルを発動する。

キリト
CV:松岡禎丞
SAO作品の主人公。
ニューワールド×ソードアートオンラインコラボ「クロスエッジキャンペーン」の際に登場。
突如開いた謎の門によりアインクラッドからTHE　WORLDの森に転送されてきた。イリーガルな存在として"トライエッジ"に狙われた上、所持していたすべてのアイテム・装備が使用できず追い詰められていた。 その後、カイトと主人公らの協力により無事に帰還した。

アスナ
CV:戸松遥
SAO作品のメインヒロイン。
ニューワールド×ソードアートオンラインコラボ「クロスエッジキャンペーン」の際に登場。

## 用語
The World
舞台となる仮想のMMORPG。本作では「The World : Re-vice age」

G.O.D
ゲイズ・オブ・ドミネーター。主人公が得たイリーガルな呪紋。

王の瞳
主人公が得たイリーガルな能力。その正体は主人公の願いによって発生したものではなく、泣き姫の願いを主人公が見出し、受け止めた結果生じたものである。

モノケロス
自律型セキュリティシステム。
The Worldが持つ、過去の英雄を顕現してイリーガルを排除する自浄作用の基本思想の一部のみを模し、シンプルな機能に留めて作成されたモノ。:銀の一角獣の姿を持つ。銀の角は不浄なデータを浄化する力の源。

ARIS
CC社を買収したMONOREAL社の息がかかった研究チーム。MONOREALの基幹事業、インフラ技術、ネットワークドローン、ナノマテリアル技術、生体技術等々、あらゆる分野の基礎実験を行っている。

カタリスト・システム
ARISが行っている実験の一つ。カリスマ性を持つ者(カタリスト)の力をシステム化する事で、人為的に作り出し、他人の思考をコントロールすることを目的とした実験。ここでのカリスマは、人々の関心を集める存在感そのもので、称賛を得るか、石つぶての標的となるかは関係ない。

リアライズ・バースト
プレイヤーの強い願望がThe Worldに具現化する現象。The World内から、プレイヤーの意識を操作するカタリストシステムの実験が逆流し、プレイヤーの意識がThe Worldを操作してしまうというイレギュラー。